# Problema femeii și a bărbatului în islam
Problematica femeii și a bărbatului în islam este un subiect deja mult discutat în întreaga lume, însă care continuă a stârni discuții contradictorii, mai ales din perspectivă umană . A se sublinia această remarcă - din perspectivă culturală - deoarece fiecare națiune poate discuta acest subiect doar prin prisma propriei culturi, în baza învățămintelor dobândite în interiorul acesteia despre problematica în cauză.

## Rol în societate
De-a lungul timpului, cei care au fost responsabili de contribuțiile aduse în domenii precum dreptul, jurisprudența sau științele islamice au fost bărbații, pe când, de multe ori,  contribuțiile nenumăraților învățați femei n-au fost atât de cunoscute nici în istorie, nici în zilele noastre – fapt care a avut impact și asupra literaturii, care tratează rolul femeii și bărbatului în societate. Având în vedere că majoritatea Textelor au fost studiate din perspectivă masculină, mai ales în societățile patriarhale, rolul femeii în societate a beneficiat de un interes crescut, scriindu-se despre statutul mamei, fiicei sau soției dar niciodată despre rolul femeii ca femeie cu drepturi depline, ca actor liber, care să se dezvolte spiritual și individual.
Pentru a ține sub control conduita morală în societatea musulmană, țări precum Republica Islamică Iran, Arabia Saudită, Sudan sau Malaezia au organe de control precum „poliția morală” islamică, cu scop în a  aplica și verifica dacă regulile privind îmbrăcămintea sau conduita în societate sunt respectate, în special de femei.
Gasht-e Ershad, Republica Islamică Iran
Republica Islamică Iran a avut mai multe forme de „poliție morală” de la Revoluția islamică din 1979, dar Gasht-e Ershad sunt principala agenție însărcinată cu aplicarea codului islamic de conduită al  Republicii Islamice Iran în societate, care se axează pe reguli precum purtarea hijabului în mod corect, descurajarea produselor cosmetice, purtarea culorilor închise, cele viu colorate fiind excluse. Deși numărul total al ofițerilor din cadrul poliției este anonim, surse din cadrul acesteia au declarat că s-au făcut 207.000 de arestări între martie 2013 și martie 2014 și s-au notificat un total de 2 milioane de femei pe motiv că hijabul nu era purtat corespunzător, în social media apărând videoclipuri cu femei care erau reținute la sediul „poliției morale”. Pentru a preveni abaterile, a fost implementată o aplicație Android Gasht-e Ershad, creată pentru a ajuta populația să evite punctele de control unde pot fi verificați și se axează pe contribuția populației în a indica locațiile unde se află ofițerii poliției.
Vezi și: Muttawa

## Rol în familie
Rolul femeilor și al bărbaților în familie a fost și va fi în continuare cel mai intens dezbătut subiect în societatea islamică, și nu numai. Perioada modernă atrage noi interpretări  și abordări privind familia și drepturile femeii ca nefiind egale cu cele ale bărbaților, spațiul arab manifestând interes sporit asupra eliberării femeii din situații de umilință specifice.

## Căsătoria
Căsătoria este percepută ca fiind un contract încheiat între viitorul soț și tutorele legal (tatăl, de cele mai multe ori) al femeii cu care bărbatul urmează să se căsătorească, unde, prin acest contract, viitorul soț trebuie să plătească o sumă de bani denumită „mahr”, viitoarei soții. Există câteva reguli care trebuiesc respectate a fi valabil viitorul contract: de a exista consimțământul persoanelor implicate, să fie stabilită suma ce trebuie dată viitoarei soții, să fie îndeplinite toate formalitățile legale și să nu existe nici un fel de piedici în calea căsătoriei: permanente, precum cele de sânge sau temporare - precum religia diferită, poligamia sau înrudirea soțiilor aceluiași soț.
Învățații suniți, șiiți și ibadiți au decis de comun acord că este posibilă căsătoria dintre un bărbat musulman cu o femeie evreică sau creștină, însă femeii musulmane nu îi este permisă această posibilitate - fiind obligată să se căsătorească cu un bărbat musulman; această restricție a fost aplicată conform Coranului, 60:10: „Dacă le aflați credincioase nu le înapoiați tăgăduitorilor - ele nu mai sunt îngăduite, ei nu le mai sunt îngăduiți”. Conform acestui verset din Sura 60 (Cea pusă la încercare), în versiunea învățaților musulmani (ulamalele) - aproape în unanimitate, interpretarea versetului i-a condus la concluzia că femeilor musulmane le este interzisă căsătoria cu alți bărbați dintr-o altă religie față de cea musulmană. În contradicție cu majoritatea ulamalelor care au susțin această interpretare, există și un număr mic de învățați care susțin o interpretare diferită, unde femeile se pot căsători cu bărbați de o altă religie față de cea musulmană, sub condiții stricte precum respectarea religiei musulmane de către soț, copiii să fie educați sub religia musulmană.
Chestiunea căsătoriei a devenit cirtică în prezent și din cauza numărului mare de musulmani din Occident, unde se pot observa două fenomene conexe, și anume:
- Căsătoria femeilor musulmane cu bărbați de alte religii  - adeseori, aceste femei nu sunt practicante, ceea ce poate duce la o criză în cazul în care doresc să practice religia musulmană, procentul femeilor musulmane care se căsătoresc cu barbați de alte religii fiind în continuă creștere.
- Din ce în ce mai multe femei musulmane cărora nu li s-a permis să ibe o viață socială au urmat o carieră academică, bucurându-se de succes  (una până la 3 generații mai târziu), devenind extrem de calificate educațional și profesional, creându-se un dezechilibru în familia tradițională, ele fiind mult mai capabile față de barbatul musulman de rând. Astfel, aceste femei vor avea șanse destul de mici să fie împlinite lângă bărbații musulmani care întâmpină dificultăți profesionale în Occident, devenind o realitate nu numai în această zonă, în Asia dar și în lumea arabă[10].

## Evoluția femeii în societate
Dacă în trecutul nu demult îndepărtat femeile nu aveau drepturi egale cu cele ale bărbaților, în ultimii ani s-au putut observa câteva îmbunătățiri la nivel social prin care femeile s-au putut bucura într-o oarecare măsură de o mai mare libertate, precum dreptul de a merge la o universitate mixtă, dreptul de a conduce sau a activa în funcții cheie și de a contribui activ în domenii importante precum cel militar, economic sau medical. Din 21 februarie 2021, Arabia Saudită a permis femeilor să activeze în domeniul militar, permițându-le să ocupe funcții de la soldat la sergent în instituțiile: Armata Arabiei Saudite, Apărarea Aeriană Regală Saudită, Marina Regală Saudită, Regia forței rachete strategice saudite și Serviciile Medicale ale Forțelor Armate. Solicitantele trebuie să aibă vârsta cuprinsă între 21 și 40 de ani, să fie mai înalte de 155 cm și nu pot fi angajate guvernamentale. Femeile trebuie să dețină o carte națională de identitate independentă și să aibă cel puțin studii liceale. Solicitanții căsătoriți cu cetățeni care nu sunt saudiți nu vor fi acceptați. Tot în Arabia Saudită, începând cu a doua jumătate a anului 2017, s-a luat decizia de a permite femeilor să conducă, după mulți ani în care acest drept le era interzis. Această decizie a stârnit mari controverse în societatea saudită. Clericii saudiți ultraconservatori (ulamalele), care dețin o influență considerabilă în sectorul justiției și al educației, au avertizat totuși că a le da acest drept femeilor corupe societatea și duce la păcat, susținând că poliția religioasă trebuie în continuare să pedepsească printre altele, femeile care își dezvăluie fața sau ies din casă fără persoane de sex masculin care nu le sunt rude și trebuie să ceară permisiunea unui membru al familiei de a studia sau călători. În anul 2020, Yemen ocupa ultimul loc într-un raport al ONU privind egalitatea de gen, existând oportunități limitate de angajare pentru femei, mai ales în zonele rurale. Cu toate acestea, 10 femei care locuiesc în orașul Abs al guvernoratului Hajjah au reușit să construiască în anul 2019 cu ajutorul Națiunilor Unite o micro-rețea solară care oferă energie electrică, această rețea fiind condusă în totalitate de femei.
Se poate observa, că deși credința islamică este destul de conservatoare privind condiția femeii în islam, ce îi este permis și ce nu în societate, situația prezintă o îmbbunătățire vizibila, femeilor musulmane fiindu-le permis să participe activ în societatea musulmană, dar și cea occidentală. 
Astfel, femeile musulmane sunt din ce în ce mai active pe rețele sociale precum Instagram, unde își promovează credința, obiceiurile zilnice, printre care chiar și stilurile de machiaj pe care acestea le poartă. 